# The Fabulous Moolah
 (septembre 2022).
Si vous disposez d'ouvrages ou d'articles de référence ou si vous connaissez des sites web de qualité traitant du thème abordé ici, merci de compléter l'article en donnant les références utiles à sa vérifiabilité et en les liant à la section « Notes et références ».
Pour les articles homonymes, voir Ellison.
Mary Lillian Ellison (née le 22 juillet 1923 à Columbia et morte le 2 novembre 2007 dans cette même ville), plus connue sous le nom de ring de The Fabulous Moolah, est une catcheuse (lutteuse professionnelle) américaine. Elle est principalement connue pour son travail à la National Wrestling Alliance (NWA) et à la World Wrestling Federation (WWF).
Elle est d'abord la valet de Buddy Rogers avant de devenir catcheuse à la fin des années 1940. Elle remporte le championnat du monde féminin de la NWA en 1956. Elle obtient le droit exclusif d'utiliser ce championnat comme elle l'entend et l'est à quatre autres reprises et à chaque fois de long règnes[pas clair]. En plus de cela, elle fonde son école de catch où passe la plupart des catcheuses célèbres des années 1970 et 1980.
En 1983, elle vend le droit d'utiliser le championnat du monde féminin de la NWA à la World Wrestling Federation (WWF) qui la présente comme la première championne de la WWF.

## Biographie

### Jeunesse
Mary Lillian Ellison est née le 22 juillet 1923 à Columbia en Caroline du Sud, et grandi à Tookiedoo. Elle était la plus jeune des 13 enfants de ses parents, et leur unique fille. Son père était à moitié Cherokee et sa mère était irlandaise. La famille possédait une ferme, une épicerie et une station-service.

### Carrière de catcheuse

#### Début de carrière (1940-1950)
Mary Lillian Ellison commence sa carrière de catcheuse en travaillant pour Billy Wolfe (en) qui est à l'époque le principal promoteur de combats de catch féminin aux États-Unis. Elle apprend le catch auprès de Mildred Burke, la femme de Wolfe. Wolfe la juge trop petite et Ellison part alors travailler pour Jack Pfeffer (en).
Ellison catche par la suite en tant que Slave Girl Moolah, et dans le début des années 1950, Moolah est la manager du « Nature Boy » Buddy Rogers, l'aidant parfois dans son combat. Cependant, elle met fin à leur entente quand Rogers lui fait des avances. Elle est par la suite la manager de Tony Oliva. Oliva était mexicain mais avait la peau très sombre, ce qui suscite la polémique quand Moolah, blanche, l'embrasse sur la joue. Lors d'un show à Oklahoma City, un homme du public tente même de poignarder Moolah pour avoir embrassé Oliva, le considérant comme un homme noir. En 1955, elle commence à travailler pour Vince McMahon, Sr., le père de Vince McMahon[réf. nécessaire].

#### Championne du monde (1956-1970)
Le 18 septembre 1956, Moolah vainc Judy Grable ainsi que onze autres catcheuses dans une bataille royale à treize pour devenir NWA World Women's Champion (le NWA World Women's Championship est l'ancêtre du WWF Women's Championship). Elle n'est pas immédiatement reconnue comme championne car Billy Wolfe contrôle depuis longtemps la National Wrestling Alliance. Après le match, Vince McMahon Sr. annonce le nouveau nom de ring d'Ellison, The Fabulous Moolah. Par la suite, June Byers, alors à la retraite, la défie pour le titre, que Moolah parvient à défendre. Son premier règne en tant que championne féminine officielle (le World Women's Championship était à l'époque le seul titre féminin) dure 28 ans, durant lesquelles elle défend son titre contre les meilleurs catcheuses mondiales. C'est aussi à cette époque qu'elle devient amie avec Elvis Presley et Jerry Lee Lewis.
Après le départ à la retraite de Wolfe en 1964, Moolah est reconnue comme étant la championne officielle de la NWA. Finalement, Moolah perd le titre le 17 septembre 1966 face à Bettie Boucher, qui la vainc par tombé et met fin à son premier et légendaire règne, bien que le règne de Boucher n'est pas officiellement reconnu. Elle lui reprend le titre à peine quelques semaines plus tard. Elle reperd la ceinture contre Tomoe Yukiko au cours d'une tournée au Japon en 1968.
Le 1er juillet 1972, Moolah devient la première femme autorisée à se battre au Madison Square Garden, qui était auparavant réservé aux hommes. Moolah annule l'interdiction au catch féminin dans tout l'État de New York. La New York Athletic Commission annonce cela officiellement en juin 1972.
Au cours de sa lutte pour militer pour le catch féminin, elle participe à l'émission The Mike Douglas Show durant laquelle le footballeur américain professionnel Roosevelt Grier la met au défi de réussir à lui porter une prise de catch et à le mettre au tapis, ce qu'elle réussit avec une facilité déconcertante. Par la suite, Moolah règne une nouvelle fois en tant que NWA World Women's Champion durant huit ans avant de perdre son titre face à Sue Green au Madison Square Garden en 1976. Elle reconquiert le titre peu de temps après.
Elle achète également des droits sur le titre à la fin des années 1970, si bien qu'elle en devient la propriétaire légale (ce qui n'empêche pas qu'elle puisse le perdre, mais elle en est la propriétaire légitime aux yeux de la loi) et, après avoir perdu le titre face à Evelyn Stevens en 1978, Moolah reconquiert le titre une nouvelle fois pour commencer un nouveau règne d'une longueur exceptionnelle, six ans.
En parallèle, elle est également deux fois NWA Women's Tag Team Champion avec sa partenaire Toni Rose.

#### Rock 'n' Wrestling Connection (1980)
En 1983, Vince McMahon, Sr. quitte la NWA et crée la World Wrestling Federation. Moolah part avec lui pour cette nouvelle fédération et vend à la WWF les droits du NWA World Women's Championship, qui devient alors le WWF Women's Championship. Elle devient la première femme officiellement exclusive de la WWF, et devient ainsi la première WWF Women's Champion (bien que le titre soit le même qu'à la NWA).
L'année suivante, Lou Albano entre en feud avec la chanteuse Cyndi Lauper dans le cadre de la Rock 'n' Wrestling Connection. Quand Albano décide de régler ses différends sur le ring, un match est prévu entre The Fabulous Moolah, qui représente Albano, et Wendi Richter, qui représente Lauper. Après un long match très disputé, Moolah perd le titre au profit de Richter.
Après avoir perdu le titre, Moolah entre elle-même en rivalité avec Richter et Lauper. Décidant de ne pas décrocher le titre elle-même, elle aide Leilani Kai à vaincre Richter pour décrocher le titre. Kai remporte la ceinture en février 1985.
À WrestleMania I durant lequel Moolah participe en tant que manager lors du match pour le WWF Women's Championship, Fina Richter bat Kai pour remporter une nouvelle fois le titre. Par la suite, Moolah enfile un costume, devenant The Spider Lady et reconquiert la ceinture le 25 novembre 1985.
Richter quitte rapidement la WWF après la perte de son titre, tandis que Moolah est championne durant un nouveau règne qui finit quand elle perd le titre au profit de Velvet McIntyre, titre qu'elle récupère six jours plus tard en battant McIntyre.
Le 24 juillet 1987, elle perd le Women's Championship au profit de Sherri Martel.
Aux Survivor Series 1987, elle est la capitaine de l'équipe gagnante du premier Survivor Series Match féminin de l'histoire (son équipe est composée d'elle-même, Velvet McIntyre, Rockin' Robin (en) et Jumping Bomb Angels).

#### Semi-retraite (années 1990-2000)
Tout au long du début des années 1990, elle apparaît dans des vidéos de la WWF pour des évènements divers. Le 24 juin 1995, elle devient la première femme à intégrer le WWF Hall of Fame (aujourd'hui WWE Hall of Fame). À la fin des années 1990, Pat Patterson et Ellison parlent en plaisantant d'un retour de The Fabulous Moolah sur le ring, ce dont Vince McMahon n'écarte pas la possibilité. En 1998, Moolah et sa grande amie Mae Young réapparaissent à la WWF. Cependant, les matchs féminins de la WWF de l'époque s'est éloignée des matchs simples comme ils le faisaient auparavant et la division féminine se limite souvent à des concours et à des Bra and Panties match (ce qui ne convient pas du tout à Moolah et Young).
Moolah reçoit un appel de McMahon fin 1998 sur son éventuel retour à la WWF. Dans l'épisode de SmackDown du 9 septembre 1999, Jeff Jarrett invite Moolah sur le ring et lui donne un coup de guitare sur la tête (dans le cadre d'une kayfabe). Moolah et Young apparaissent ensuite régulièrement dans des rôles humoristiques.
Le 27 septembre 1999, à Raw, Moolah affronte la Championne féminine de la WWF Ivory dans un Bra and Panties match handicap à deux avec Mae Young (il faut mettre l'adversaire en sous-vêtements pour gagner, pour qu'Ivory gagne, il fallait qu'elle déshabille les deux). Ivory parvient à déshabiller Mae Young mais Moolah lui enlève sa robe, remportant le match. Cela lui donne le droit de défier Ivory dans un match simple à No Mercy 1999 le 17 octobre 1999 pour le Championnat féminin de la WWF. Elle accepte et gagne le match grâce à un roll-up, devenant alors à soixante-seize ans la plus vieille championne dans le monde du catch, tous sexes confondus. Huit jours plus tard, Ivory reprend son titre en gagnant contre elle.
Lors du Raw du 15 septembre 2003, Moolah gagne un match contre Victoria. Moolah a annoncé ce match pour fêter son quatre-vingtième anniversaire et est ainsi devenue la première personne octogénaire à avoir catché sur les rings de la WWE. Juste après sa victoire, elle devient la première « victime » de Randy Orton qui lui porte son RKO, débutant ainsi sa série de victoires et d'agressions face aux plus grandes légendes du catch.
Elle apparait dans une vidéo humoristique pour WrestleMania 21 avec Mae Young dans laquelle jouent également Chris Jericho, Christian et Chris Benoit.
Moolah et Young font une autre apparition à New Year's Revolution 2006, au cours d'un Bra Panties Gauntlet match en attaquant Victoria et en la déshabillant (ce qui la fait perdre).
Elle fait également de brèves apparitions à WrestleMania 23 et le 11 juin 2007, à Raw. Sa dernière apparition à la télévision avant sa mort a lieu à SummerSlam (2007), en coulisses avec Vince McMahon et William Regal.

## Autres médias
- Une version dessin animé de Moolah est apparue dans sur la chaine CBS lors du dessin animé Hulk Hogan's Rock 'n' Wrestling diffusé le samedi matin[8].
- Elle apparait dans le clip de la bande-originale du film Les Goonies, interprété par Cyndi Lauper.
- Elle devait jouer dans le film Ambulances tous risques, mais ne put à cause d'un problème de santé. Les scénaristes avaient écrit un rôle spécifiquement pour elle.
- En 2001, elle apparait dans l'épisode 11 de la saison 1 de la série Nikki intitulé The Jupiter and Mary Chain[9]
- En 2002, elle a sorti son autobiographie, The Fabulous Moolah: First Goddess of the Squared Circle[10].
- Tout comme Mae Young, Moolah est apparue dans le film-documentaire Lipstick and Dynamite, Piss and Vinegar: The First Ladies of Wrestling, qui retrace l'histoire du catch féminin[11]. Toutes deux avaient une grande importance dans le documentaire.
- Elle est aussi apparue dans The Tonight Show with Jay Leno en 2004[12] et Late Night with Conan O'Brien en 2005[13].

## Vie personnelle
Le premier mari de Mary Lillian Ellison fut Walter Carroll, avec qui elle eut une fille, Marie Carroll. Mary commence à s'entrainer pour devenir catcheuse comme sa mère, mais décide finalement de ne pas exercer cette profession.
Ellison eut six petits-enfants (dont un enfant adopté). Elle a plus tard épousé le catcheur Johnny Long. Ils se séparent finalement car Long voulait une femme au foyer et désirait qu'elle arrête sa carrière de catcheuse. En outre, Ellison affirma qu'il était un « coureur de jupon ». À la suite de son divorce, elle fut en couple avec le chanteur de country Hank Williams en 1952 durant près de quatre mois. Ils rompent à cause de l'alcoolisme de Williams et à cause de sa dépendance à l'héroïne. Il avait souhaité, selon elle comme son précédent mari, qu'elle arrête le catch, ce qu'elle avait refusé catégoriquement. Deux mois après leur rupture, Williams mourut d'une overdose. Plus tard, Ellison a rencontré le lutteur Buddy Lee, qui était, selon elle, l'amour de sa vie. Ils se sont finalement mariés, et divorcent en 1970 après neuf ans de mariage, mais restèrent très amis jusqu'à la mort de Lee en 1999.

## Palmarès
- Cauliflower Alley Club (en)
  - Ladies Wrestling Award en 1997[14]
- National Wrestling Alliance
  - NWA World Women's Championship (5 fois)[6],[15]
  - NWA Women's World Tag Team Championship (2 fois) avec Toni Rose[7]
- Pro Wrestling Illustrated
  - PWI Stanley Weston Award (1991)[16]
- Professional Wrestling Hall of Fame and Museum
  - Inductee (catcheuse de l'année, 2003)[17]
- World Wrestling Federation
  - WWF Hall of Fame (1995)
  - WWF Women's Championship (4 fois) - Record de longévité (10 070 jours)
    - face à Judy Grable en 1956
    - face à Wendi Richter en 1985
    - face à Velvet McIntyre 1986
    - face à Ivory en 1999
- Wrestling Observer Newsletter awards
  - Pire match de l'année (1984) contre Wendi Richter
- Autre
  - JWPA Women's Championship (1 fois)[réf. nécessaire]
  - USA Women's Wrestling Championship (1 fois)

### Autres sources
- (en) Cet article est partiellement ou en totalité issu de l’article de Wikipédia en anglais intitulé « The Fabulous Moolah » (voir la liste des auteurs).